# Ceratinella plancyi
Ceratinella plancyi är en spindelart som först beskrevs av Simon 1880.  Ceratinella plancyi ingår i släktet Ceratinella och familjen täckvävarspindlar. Inga underarter finns listade i Catalogue of Life.